# Kremenciukî, Krasîliv
Kremenciukî (în ucraineană Кременчуки) este localitatea de reședință a comunei Kremenciukî din raionul Krasîliv, regiunea Hmelnîțkîi, Ucraina.

## Demografie
Componența lingvistică a localității Kremenciukî
     Ucraineană (98,78%)
     Rusă (1,05%)
     Alte limbi (0,08%)
Conform recensământului din 2001, majoritatea populației localității Kremenciukî era vorbitoare de ucraineană (98,78%), existând în minoritate și vorbitori de rusă (1,05%).